# むし社
むし社（むししゃ、Mushi-sha Ltd.）は東京都中野区大和町に本社を置く有限会社。その名の通りムシ（昆虫）を専門とする出版社である。昆虫図鑑や生きた昆虫（カブトムシ・クワガタムシなど）、昆虫関連グッズ（採集・飼育用品）を販売。また1971年（昭和46年）3月以来、昆虫雑誌『月刊むし』（副題:a monthly journal of entomology）を発行、2001年（平成13年）11月以降は『BE-KUWA』を発行する。

## 概要
1985年（昭和60年）から中野駅南口千光前通り（中野区中野2）に店を置き虫グッズ販売をしていたが、南口の再開発事業の影響を受けて2019年（平成31年）4月6日に高円寺駅に近い早稲田通りのビルに移転した。カブトムシやクワガタムシなど生きた虫を販売する。生体だけでなく、標本や標本用具、飼育キット、採集用具などあらゆる虫グッズが販売されている。
出版物では『月刊むし』以外にも、季刊でカブト・クワガタ専門雑誌『BE-KUWA』を編集・刊行している。また、ゴミムシやコガネムシ、ガなども特集する『月刊むし・昆虫大図鑑』シリーズ、『月刊むし・昆虫図説シリーズ』シリーズなどを発行する。

## 住所
- 東京都中野区大和町1丁目4番2号